# Naissance en 1108
Naissance
- 1104
- 1105
- 1106
- 1107
- 1108
- 1109
- 1110
- 1111
- 1112

Cette page dresse une liste de personnalités nées au cours de l'année 1108 :
- Baudouin IV de Hainaut, Baudouin l'édificateur ou Baudouin le bâtisseur, comte de Hainaut.
- Derbforgaill (en), noble irlandaise, connu également en tant qu' Hélène d'Irlande.
- Ghiyath ad-Din Mas'ud, fils du sultan seldjoukide Muhammad Ier, sultan Seldjoukide d'Irak.
- Léopold Ier / IV, duc de Bavière et margrave d'Autriche.
- Soltan Shah, émir seldjoukide d'Alep.

date incertaine (vers 1108)
- Andronic Comnène, fils de Jean II Comnène et d'Irène de Hongrie, prince byzantin.
- Bohémond II d'Antioche, prince normand d'Italie, 2e prince de Tarente et 2e prince d'Antioche.
- Henri X de Bavière, dit Henri le Superbe, duc de Bavière, duc de Saxe et margrave de Toscane.
- Rostislav Ier, Rostislav Mstislavitch, Grand-prince du Rus' de Kiev de la dynastie des Riourikides.

## Crédit d'auteurs
- Cet article est partiellement ou en totalité issu de l'article intitulé « 1108 » (voir la liste des auteurs).